# Japonitata striata
Japonitata striata es una especie de insecto coleóptero de la familia Chrysomelidae.
Fue descrita científicamente en 1997 por Yang & Li in Yang, Li, Zhang & Xiang.